# Clinocera megalatantica
Clinocera megalatantica är en tvåvingeart som först beskrevs av Vaillant 1956.  Clinocera megalatantica ingår i släktet Clinocera och familjen dansflugor. Inga underarter finns listade i Catalogue of Life.